# Tenorski saksofon
Tenorski saksofon je pihalo iz skupine saksofonov, ki se kot solo inštrument pretežno uporablja v izvajanju jazza. Je večji od alt saksofona, kar pomeni, da lahko igra nižje tone.